# Roman Reigns
Leati Joseph „Joe” Anoa'i (n. 25 mai 1985, Pensacola, Florida, SUA), cunoscut mai ales sub numele său de ring Roman Reigns, este un fost jucător de fotbal american și wrestler profesionist. În prezent lucrează pentru WWE în brandul SmackDown.Printre realizările sale ca luptător se află 4 Campionate Mondiale, de 4 ori Campion Mondial la Categoria Grea WWE. De asemenea, un titlu de Campion în Perechi al WWE alături de Seth Rollins, un titlu de campion al Statelor Unite și un titlu de Campion în Perechi al FCW , împreună cu Mike Dalton în teritoriul de dezvoltare al WWE, Florida Championship Wrestling. Acesta a fost, de asemenea, câștigător al ediției Royal Rumble din anul 2015, și are recordul de eliminări în ediția din anul 2014.
Anoa'i a fost un membru al echipei The Shield, împreună cu Seth Rollins și  Dean Ambrose, între 2012 și 2014, cu un pas uimitor unde a pierdut doar de opt ori. În parcursul lui din WWE, Anoa'i a fost de șapte ori în evenimentul principal la WrestleMania, la WrestleMania 31,  WrestleMania 32, WrestleMania 33, WrestleMania 34, WrestleMania 37 Night 2, WrestleMania 38 Night 2 și WrestleMania 39 Night 2.
În prezent,din cauza pandemiei de COVID-19 și a problemelor de sănătate,Anoa'i a făcut o pauză de la wresting chiar înainte de WrestleMania 36 ,unde avea un main event cu Goldberg pentru centura Universală
Acesta se întoarce la Payback unde câștiga titlul Universal acesta în prezent îl mai are și Paul Heyman ca manager,încât la WrestleMania 38 Night 2, Reigns a câștigat titlul WWE după ce la învins pe Brock Lesnar în evenimentul principal, devenind Campion Universal. Incontestabil al WWE.

## WWE

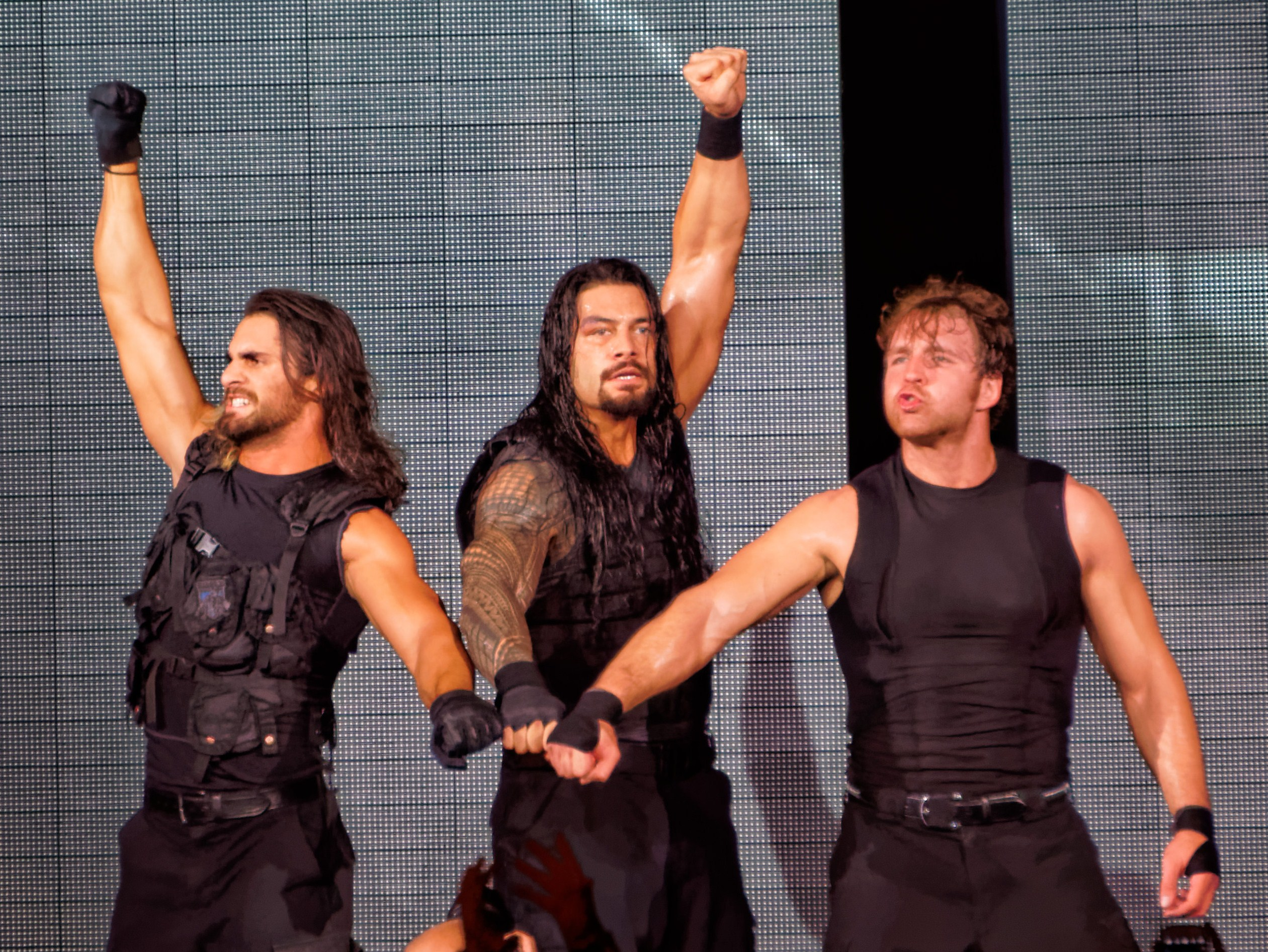
The Shield

### 2012-2013
Reigns și-a făcut prima apariție la Survivor Series 2012 alaturi de The Shield intervenind în main event atacându-l pe Ryback în meciul cu Punk. La TLC The Shield i-au bătut pe Ryback, Daniel Bryan și Kane într-un Tables, Ladders & Chairs Match. Pe 27 ianuarie 2013 l-au atacat pe The Rock în meciul său cu Punk pentru centura WWE. La Elimination Chamber The Shield i-au bătut pe John Cena, Ryback și  Sheamus. Noaptea următoare în cadrul Raw ei i-au bătut pe Ryback, Sheamus și  Chris Jericho. La Wrestlemania 29 i-au învins pe Sheamus, Randy Orton și Big Show. Noaptea următoare la Raw au încercat să-l atace pe Undertaker însă Kane și Daniel Bryan au ieșit în apărarea sa. La Extreme Rules, Reigns i-a învins pe Kane și Daniel Bryan alături de Seth Rollins câștigând  centurile pe echipe. Pe 27 mai Rollins și Reigns și-au apărat centurile împotriva lui Kane și Bryan. La Payback i-au bătut pe Orton și Bryan, La Money in the Bank pe Usos, iar la Night of Champions, pe Prime Time Players. După asta The Shield s-a aliat cu Autoritatea, fiind protectorii lui Triple H și Stephanie McMahon, involucrându-se într-un feud cu familia Rhodes. Pe 30 septembrie Triple H le-a dat șansa lui Cody Rhodes și Goldust de a reveni în WWE dacă îi băteau pe cei din The Shield la Battleground, dar dacă Shield câștiga tatăl său Dusty Rhodes ar fi concediat și el. La Battleground familia Rhodes i-a bătut pe Shield revenind în companie. Pe 14 octombrie la Raw s-au întâlnit din nou cu Rhodes și Goldust însă de data asta cu centurile în joc. Reigns și Rollins au pierdut centurile după o intervenție   a lui Big Show. La Hell in a Cell au avut revanșa însă au fost învinși din nou. La meciul tradițional de la Survivor Series, Reigns a fost unicul supraviețuitor eliminând un total de 4 luptători din echipa contrarie. La TLC, The Shield au fost învinși de Punk într-un Handicap match după ce Reigns i-a aplicat accidental un Spear lui Ambrose.

### 2014
Reigns l-a învins pe Punk pe 6 ianuarie fiind unicul din gruparea The Shield care îl învinge. A participat în Royal Rumble, intrând cu numărul 15 și a depășit recordul de eliminări a lui Kane într-un singur Royal Rumble cu 12 eliminări incluzându-i pe colegii lui de la The Shield Rollins și Ambrose. A fost ultimul eliminat din Royal Rumble de către câștigătorul meciului Batista. Noaptea următoare la Raw a fost pactat un meci The Shield împotriva lui Bryan, Sheamus și Cena unde învingătorii intrau în Elimination Chamber ,dar au pierdut meciul datorită intervenției familiei Wyatt. The Shield au vrut să se răzbune dar la Elimination Chamber, Wyatt Family i-au învins.
În martie The Shield a început o rivalitate cu Kane. În următoarele săptămâni a continuat atacurile asupra lui Kane ajutat de New Age Outlaws acest lucru a condus la un meci la WrestleMania XXX unde a învins The Shield. Pe 7 aprilie la Raw, The Shield a încheiat relația pe care o avea cu Autoritatea după ce Kane a zis că Triple H a fost în spatele atacurilor cu săptămâni în urmă. După asta The Shield l-a apărat pe noul campion mondial Daniel Bryan atacând toată Autoritatea. The Shield a învins Evolution la Extreme Rules și Payback. Când Batista a lăsat Evolution în iunie, Rollins i-a trădat pe The Shield și s-a aliat cu Triple H.
Reigns și Ambrose s-au dizolvat cu timpul, Reigns folosind o nouă muzică de intrare. Pe 16 iunie la Raw, Reigns a convins-o pe Vickie Guerrero să-l includă într-un Battle Royal pentru un loc la meciul Money in the Bank. Reigns a câștigat bătălia eliminându-l pe Rusev. La Money in the Bank nu a reușit să câștige. La Battleground a participat într-un Fatal 4-Way match pentru centura mondială dar Cena a reușit să și-o păstreze. Noaptea următoare la Raw Triple H l-a anunțat pe Orton aspirantul nr.1 la campionat iar Reigns a apărut și l-a atacat pe Orton. La Summerslam Reigns l-a învins pe Orton.
După ce rivalitatea între foști săi colegi de la The Shield, Rollins și Ambrose, a conclus în Rollins accidentându-l pe Ambrose, Reigns l-a atacat pe Rollins în timpul unui discurs pe care Rollins îl menținea "în onoarea" lui Ambrose. Asta a condus la un meci între cei doi la Night of Champions. Dar cu puține zile înainte de eveniment Reigns a trebuit să fie operat de hernie. Reigns și-a făcut revenirea pe 8 decembrie la Raw primind premiul Slammy la superstarul anului. Șase zile mai târziu la TLC a intervenint în meciul între Cena și Rollins atacându-l pe Big Show după ce intervenise în meci ca să îl atace pe Cena. Asta a condus la o rivalitate între ei care a conclus cu Reigns învingându-l pe Big Show de nenumărate ori prin count out și descalificare.

### 2015
Pe 25 ianuarie a câștigat meciul de Royal Rumble intrând cu numărul 19 și eliminând 6 oponenți. The Rock și-a făcut o mică întoarcere ajutându-l pe Reigns după ce a fost atacat de Big Show și Kane. Pe 2 februarie la Raw, Reigns a fost învins de Big Show fiind asta prima oară când Reigns este învins într-un meci individual prin pinfall. La Fastlane l-a învins pe Daniel Bryan păstrându-și șansa pentru titlu. La Wrestlemania 31 în timp ce lupta cu Brock Lesnar a apărut Seth Rollins și a dat Cash In câștigând titlul. Reigns își relua rivalitatea sa cu Big Show după ce l-a atacat în timp ce disputa un Triple Threat Match cu Ryback și Randy Orton. La Extreme Rules l-a învins pe Show într-un Last Man Standing match. La Payback nu a reușit să câștige un Fatal 4-Way match cu Ambrose, Orton și Rollins pentru centură fiind Rollins învingător.
La Money in the Bank Reigns a participat în meciul cu scări dar nu a reușit victoria din cauza unei intervenții a lui Bray Wyatt. La Battleground, Reigns a fost învins de Wyatt după o intervenție a lui Luke Harper. Pe 6 august la SmackDown Reigns l-a provocat pe Wyatt la un meci în perechi la Summerslam. La marele eveniment al verii, Ambrose și Reigns au reușit să-i învingă pe Wyatt și Harper. Pe 24 august la Raw au avut o revanșă dar în timpul meciului, Braun Strowman la atacat pe Reigns alăturându-se Familiei Wyatt. Apoi s-a anunțat că la Night of Champions Wyatt Family îi va întâlni pe Reigns, Ambrose și un al treilea partener ales de ei. La Night of Champions, partenerul ales era să fie Chris Jericho, dar Wyatt Family au obținut victoria.
La Hell in a Cell Reigns l-a învins pe Bray Wyatt. Noaptea următoare la Raw, l-a învins pe Kofi Kingston într-un  Elimination Match pentru candidatul nr.1 la centura WWE a lui Rollins. Apoi i-a învins pe Kevin Owens, Dolph Ziggler și Alberto del Rio pentru al înfrunta pe Rollins la Survivor Series. Dar pe 5 noiembrie Rollins suferea o accidentare lăsând vacant titlul de WWE Championship. Pe 9 noiembrie la Raw, Triple H i-a oferit lui Reigns centura WWe în schimbul de a se uni cu Autoritatea, dar Reigns a refuzat așa că Triple H a organizat un turneu pentru a încorona un nou campion la Survivor Series. În următoarele săptămâni Reigns i-a învins pe Big Show și Cesaro avansând în semifinale. La Survivor Series l-a învins pe Del Rio în semifinale și pe Dean Ambrose în finală câștigând centura mondială pentru prima oară în carieră. Triple H a apărut pentru a sărbători victoria cu Reigns în ring dar acesta i-a aplicat un Spear ,iar apoi Sheamus l-a atacat pe Reigns și a dat Cash In la contractul Money In The Bank după ce i-a aplicat lui Roman Reigns un Brogue Kick . Noaptea următoare la Raw Reigns a cerut revanșa. La TLC Reigns a fost învins de Sheamus într-un Tables, Ladders & Chairs Match după intervenția celor din The League of Nations permițându-i lui Sheamus să desfacă centura suspendataă. După încheierea meciului Del Rio și Rusev au sărbătorit cu Sheamus ,dar Reigns i-a atacat și l-a lovit pe Sheamus cu un scaun, în acel moment Autoritatea a intervenit în ring pentru a-l opri pe Reigns dar acesta l-a atacat pe Triple H care a trebuit să abandoneze arena pe targă. Noaptea următoare la Raw Stephanie McMahon i-a dat o palmă lui Reigns și l-a chemat pe Vince McMahon. Acesta i-a spus că dacă mai pierde o singură dată îl va concedia, anunțând un meci titular cu Sheamus. În acea noapte Reigns l-a învins pe Sheamus câștigând centura WWE pentru a doua oară în carieră.

### 2016

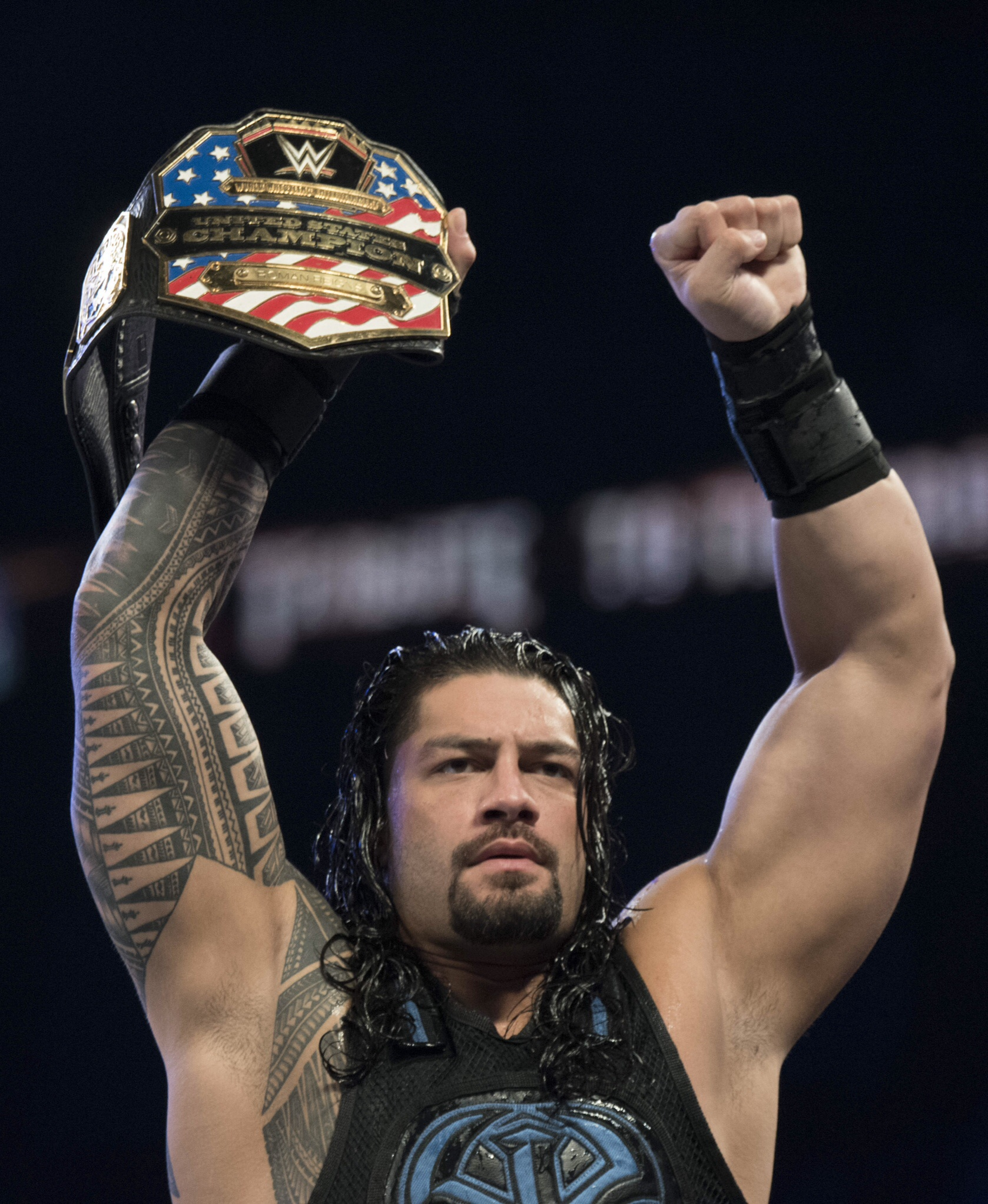
Reigns cu centura US Champion.

Pe 4 ianuarie la Raw a avut un meci cu centura mondială în joc într-o revanșă cu Sheamus cu Vince McMahon arbitru special. Dar McMahon s-a accidentat și a fost înlocuit de un arbitru normal și Reigns a câștigat. După meci McMahon a zis că Reings își va apăra centura în meciul de Royal Rumble. În următoarele săptămâni Vince a anunțat că Reigns va intra primul în meci. La eveniment Reigns a fost eliminat de Triple H care l-a eliminat pe Dean Ambrose câștigând centura WWE. Pe 25 ianuarie s-a anunțat un meci la Fastlane între Reigns, Ambrose și Brock Lesnar pentru a fi candidatul nr.1 la titlul lui Triple H la WrestleMania 32. La eveniment Reigns a câștigat meciul. Pe 22 februarie Reigns a fost atacat de Triple H accidentându-l la nas. Pe 13 martie Reigns a revenit atacându-l pe Triple H lăsându-l cu lovituri pe spate și șase puncte la cap. La WrestleMania 32 Reigns l-a învins pe Triple H câștigând titlul mondial din WWE pentru a treia oară în carieră.
Noaptea următoare la Raw s-a anunțat un meci pentru a definii candidatul la titlul lui Reigns între AJ Styles, Jericho, Kevin Owens și Cesaro, câștigând Styles. În următoarele săptămâni Reigns a fost atacat de Gallows și Anderson, aliați lui Styles. La Payback, Reigns și-a păstrat titlul într-un meci complicat. La început Styles câștigase meciul prin count out dar Shane McMahon a cerut ca meciul să fie reînceput. Apoi Styles a câștigat din nou meciul prin descalificare după o lovitură joasă dar Stephanie McMahon a ordonat să se reia meciul într-un No DQ Match. După cele două reînceperi Reigns a învins în ciuda intervenților lui Gallows și Anderson. Ziua următoare la Raw, Reigns și Usos au fost învinși de Styles, Gallows și Anderson. Pe 19 mai la SmackDown au fost învinși din nou. La Extreme Rules a reușit să își păstreze centura în fața lui Styles, dar după meci a fost atacat de Seth Rollins care se întorcea după o accidentare. Noaptea următoare la Raw, Shane McMahon a anunțat un meci între Reigns și Rollins la Money in the Bank pentru centură. La eveniment Reigns a fost învins de Rollins pierzând titlul dar posterior îl pierdea și Rollins după ce Dean Ambrose încasa servieta care câștigată chiar în acea seară.
Pe 20 iunie la Raw, Shane McMahon a anunțat un meci între el și Rollins pentru a defini aspirantul la centura lui Ambrose. Meciul a conclus într-un count out iar Ambrose a propus ca meciul de la Battleground să fie un meci în trei. Pe 19 iulie la episodul special de la SmackDown a fost trimis la marca Raw în Draft. La Battleground nu a reușit să câștige meciul. Pe 1 august Reigns a început o rivalitate cu campionul Statelor Unite Rusev. Dar la Summerslam cei doi erau să lupte dar când Reigns își făcea intrarea, a fost atacat de Rusev și el a început să-l  atace pe Rusev incapacitândul să lupte, iar meciul nu a avut loc.
Pe 22 august la Raw, după ce Finn Balor a lăsat campionatul Universal vacant, Reigns l-a învins pe Jericho calificâdu-se într-un Fatal 4-Way Elimination match pentru campionatul Universal vacant. Pe 29 august în lupta în patru cu Owens, Rollins și Big Cass nu a reușit să câștige meciul după ce a fost atacat de Triple H.
Pe 12 septembrie l-a întâlnit pe Owens pentru o șansă la titlul Universal dar a fost învins și atacat de Rusev. Pe 19 septembrie la Raw l-a învins pe Owens într-un Steel Cage Match și posterior atacat de Rusev dar a fost salvat de Seth Rollins. La Clash of Champions l-a învins pe Rusev câștigând centura Statelor Unite. Pe 26 septembrie la Raw și-a apărat centura într-un meci cu Rusev. Pe 30 octombrie la Hell in a Cell l-a învins pe Rusev într-un meci iadul în cușcă păstrându-și centura. Reigns a fost anunțat ca membru al Team Raw alături de Kevin Owens, Chris Jericho, Braun Strowman și Seth Rollins. La Survivor Series a fost ultimul eliminat din echipa Raw, fiind Bray Wyatt și Randy Orton supraviețuitori câștigând meciul Team SmackDown. Pe 28 noiembrie la Raw l-a învins pe Kevin Owens cu condiția că dacă câștiga meciul, se întâlnea cu Owens la Roadblock pentru centura Universală. La Roadblock Owens a câștigat prin descalificare după ce Jericho i-a aplicat un Codebraker. Reigns se va întâlni cu Owens la Royal Rumble 2017 unde Jericho va fi suspendat într-o cușcă de metal. Pe 26 decembrie la Raw, Reigns își apăra centura Statelor Unite în fața lui Owens.

### 2017
Pe 9 ianuarie la Raw, pierde centura Statelor Unite într-un Handicap match împotriva lui Chris Jericho și Kevin Owens.
Pe 29 ianuarie la Royal Rumble, a pierdut meciul fără descalificări cu Kevin Owens pentru centura Universală după intervenția lui Braun Strowman. În acea seară, a intrat în Royal Rumble cu numărul 30 eliminându-i pe Chris Jericho, Undertaker și Bray Wyatt dar fiind eliminat de câștigătorul Randy Orton. În drum spre Fastlane, Reigns a început o rivalitate cu Braun Strowman, învingându-l la Fastlane. La Raw, pe 6 martie, Strowman i-a cerut lui Reigns să apară în ring dar atunci Undertaker și-a făcut întoarcerea și i-a aplicat un Chokeslam lui Reigns.
În următoarele săptămâni s-a desfășurat rivalitatea între Reigns și Undertaker pentru ca într-un final să se facă oficial un meci de tipul No Holds Barred match la WrestleMania 33. La marele eveniment, Reigns l-a învins pe Undertaker.
După victoria de la WrestleMania, a început să fie huiduit de public. Reigns a fost atacat de Strowman în backstage lăsându-l inactiv câteva săptămâni până când la Payback, Strowman l-a învins pe Reigns iar apoi l-a atacat cu scările metalice. S-a întors la Raw pe 8 mai atacându-l pe Strowman, acesta suferind o accidentare care l-a ținut 6 luni absent, oprind rivalitatea între ei. Reigns a pus ochii pe noul campion universal Brock Lesnar luptând într-un Extreme Rules Fatal 5-Way pentru a determina candidatul numărul 1 la titlu între Reigns, Bray Wyatt, Finn Bálor, Samoa Joe y Seth Rollins, dar nu a reușit să câștige. Pe 19 iunie la Raw, Reigns a făcut o provocare celui care va ieși campion la SummerSlam, dar atunci Strowman s-a întors într-o ambulanță și l-a atacat. Pe 9 iulie la WWE Great Balls of Fire a pierdut un Ambulance match împotriva lui Strowman, dar după meci l-a atacat și l-a închis în ambulanță, iar apoi a lovit ambulanța de un camion. Pe 20 august la SummerSlam, Reigns a pierdut un Fatal 4-Way pentru Campionatul Universal în care au mai participat și Strowman și Joe. După o mică rivalitate cu John Cena, Reigns l-a învins pe 24 septembrie la WWE No Mercy iar noaptea următoare la Raw, Reigns a descris această victorie ca cea mai mare din carieră. 
În octombrie, după o rivalitate cu The Miz, The Miztourage (Bo Dallas & Curtis Axel), Cesaro & Sheamus, membrii din The Shield s-au reunit din nou. Reigns trebuia să facă echipă cu Rollins și Ambrose pe 22 octombrie la TLC: Tables, Ladders & Chairs, dar din cauza unei accidentări, Kurt Angle l-a înlocuit. Pe 19 noiembrie la Survivor Series, The Shield i-a învins pe The New Day într-un Six-man Tag Team match. Noaptea următoare la Raw, Reigns l-a învins pe The Miz câștigând Campionatul Intercontinental. După victoria sa, Reigns a făcut provocări deschise pentru luptători din Raw, apărând centura cu Elias, Jason Jordan, Cesaro și Samoa Joe.

### 2018
Pe 22 ianuarie 2018, la aniversarea a 25 de ani de la Raw, Reigns a pierdut titlul cu The Miz, terminându-și domnia în 63 de zile. După aceea, Reigns a participat în meciul Royal Rumble pe 28 ianuarie la Royal Rumble, dar nu a putut câștiga lupta după ce a fost ultimul eliminat de eventualul câștigător Shinsuke Nakamura. După ce nu a reușit să recupereze Campionatul Intercontinental al lui The Miz într-o revanșă, Reigns l-a învins pe Bray Wyatt pentru a se califica în camera eliminărilor pe 25 februarie la Elimination Chamber. La eveniment, Reigns a câștigat meciul, câștigând dreptul de-a lupta cu Brock Lesnar pentru Campionatul Universal la WrestleMania 34. La episodul de Raw din 12 martie, Reigns a fost suspendat (kayfabe) pentru comentariile pe care le-a făcut cu privire la Lesnar și la companie. Săptămâna următoare la Raw, Reigns a fost arestat (kayfabe) de șerifii americani pentru încălcarea de locuință după invadarea Raw-ului în ciuda suspendării sale. În timp ce participă la o luptă cu marshalii, Reigns a fost atacat de Lesnar. La WrestleMania 34, Reigns nu a putut câștiga campionatul de la Lesnar după ce a suferit șase F-5 și sângerări în timpul meciului. În timpul revanșei sale pentru titlul într-un Steel Cage la Greatest Royal Rumble în Jeddah, Arabia Saudită, Reigns nu a putut câștiga titlul după ce i-a aplicat o suliță lui Lesnar prin cușcă și, prin urmare, a dat accidental victoria lui Lesnar după ce a scăpat primul din cușca în conformitate cu regulile luptei. 
La Backlash, Reigns l-a învins pe Samoa Joe în cadrul evenimentului principal; cei doi erau într-o rivalitate de la episodul de Raw din 9 aprilie (Joe se întorcea după o accidentare) când Joe se confrunta cu Reigns pentru că nu a reușit să-l învingă pe Lesnar. După mai mult de o lună de rivalitate, Reigns l-a învins pe Jinder Mahal la Money in the Bank. După aceea, Reigns a intrat într-o dispută cu Bobby Lashley, unde ambii au crezut că sunt provocatorii legitimi ai campionatului lui Lesnar. Acest lucru a stabilit un meci la Extreme Rules, unde Lashley a ieșit victorios. Următoarea noapte la Raw, au fost definite două meciuri Triple Threat pentru a determina cei doi luptători care s-ar întâlni pentru a defini rivalul lui Lesnar pentru SummerSlam. Reigns și Lashley au câștigat meciurile lor, stabilind lupta pentru a determina rivalul lui Lesnar săptămâna următoare, în care Reigns l-a învins pe Lashley câștigând meciul pentru centură cu Lesnar. La episodul de Raw din 13 august, După ce l-a sunat pe Heyman și pe Lesnar, Heyman l-a orbit pe Reigns cu un spray de piper, ceea ce i-a permis lui Lesnar să-l atace pe Reigns. La SummerSlam, Reigns l-a învins cu succes pe Lesnar și a câștigat Campionatul Universal WWE pentru prima dată în cariera sa, terminând domnia lui Lesnar de 504 de zile. Următoarea seară la Raw, Reigns a făcut prima apărare reușită a titlului, învingându-l pe Finn Bálor, aceasta fiind prima luptă pentru Campionatul Universal într-un episod de Raw din ianuarie 2017. După lupta, Braun Strowman a încercat să-și încaseze servieta Money in the Bank, dar Seth Rollins și Dean Ambrose i-au împiedicat eforturile, atacandu-l pe Strowman cu costumele lui The Shield și împreună i-au făcut lui Strowman un triple powerbomb prin masa comentatorului, reunind oficial The Shield. Strowman a anunțat că își va încasa servieta Money in the Bank la Hell in a Cell. În acest caz, meciul în cușcă într-e Reigns și Strowman s-a încheiat fără rezultat după ce Brock Lesnar s-a întors și i-a atacat pe amândoi. Următoarea noapte la Raw, Reigns a avut o altă apărare de succes împotriva managerului general interimar, Baron Corbin. La episodul de Raw din 24 septembrie, The Shield au făcut echipă în prima sa luptă din decembrie 2017, învingându-l pe Baron Corbin & The Authors of Pain. Pe 6 octombrie la evenimentul Super Show-Down din Melbourne, Australia, The Shield i-a învins pe Ziggler, McIntyre & Strowman, cunoscuți sub numele de "The Dogs of War". Două nopți mai târziu la Raw, The Shield au fost învinși de The Dogs of War într-o luptă revanșă. După meci, animozitățile au izbucnit într-e Ambrose, Rollins și Reigns, ceea ce a culminat cu un Ambrose frustrat care a plecat de lângă ei, lăsându-i confuzi în ring. După evenimentul Hell in a Cell, a fost programat pentru evenimentul WWE Crown Jewel un meci Triple Threat într-e Reigns, Strowman și Lesnar pentru Campionatul Universal WWE. Dar lupta nu avea să se întâmple după ce, pe 22 octombrie la Raw, Reigns a renunțat la titlul Universal și a anunțat că are leucemie. A fost diagnosticat la 22 de ani cu leucemie iar boala s-a întors. Reigns a luat o pauză pe o perioadă nedefinită de timp pentru a duce cea mai importantă luptă din viața lui.

### 2019-Revenirea dupa leucemie
Pe 25 februarie 2019, la Raw, Reigns și-a făcut revenirea și a arătat că leucemia a fost din nou în remisie. A fost însoțit în ring de către prietenul său Rollins, înainte ca cei doi să se îmbrățișeze. Mai târziu, în aceeași noapte, Reigns și Rollins l-au salvat pe Ambrose de un atac al lui Drew McIntyre, Bobby Lashley, Elias și Baron Corbin. În săptămâna următoare la Raw, Ambrose a revanșat favoarea, salvându-i pe Rollins și Reigns de la un atac al lui Corbin, McIntyre și Lashley, înainte ca trio-ul să-și facă poziția caracteristică, reunind oficial grupul pentru a treia oară. Pe 10 martie la Fastlane, The Shield i-au învins pe McIntyre, Lashley & Corbin într-un meci pe echipe. După ce a fost atacat de McIntyre înainte de o luptă programată la episodul de Raw din 21 martie, Reigns a acceptat o provocare de la McIntyre după două săptămâni pentru o luptă la WrestleMania 35. După ce a acceptat provocarea, Reigns și McIntyre au început să lupte și lupta sa încheiat când Mclntyre a preluat conducerea și l-a atacat pe Reigns cu un Claymore Kick. Pe 7 aprilie, la marele eveniment de wrestling al anului, Reigns l-a învins pe McIntyre după o suliță.
În timpul WWE Superstar Shake-up din 2019, Reigns a fost recrutat la marca SmackDown în episodul SmackDown din 16 aprilie, cranicii WWE descriindu-l pe Reigns drept „cea mai mare achiziție vreodată a SmackDown”, precum și viitorul SmackDown și WWE. În timpul episodului, Reigns i-a atacat pe Elias și Vince McMahon. Săptămâna următoare, Elias l-a provocat pe Reigns la un meci la Money in the Bank pe 19 mai, pe care Reigns l-a acceptat și a câștigat. În episodul din 20 mai din Raw, Reigns, care a apărut prin regula wild card, a fost întrerupt de Shane McMahon, care era încă deranjat de atacul anterior al lui Reigns asupra tatălui său. Reigns l-a provocat apoi pe Shane la un meci la Super ShowDown, pe care acesta din urmă l-a acceptat. La Super ShowDown pe 7 iunie, Reigns a pierdut în fața lui McMahon după interferența lui McIntyre. Reigns l-a învins pe McIntyre la Stomping Grounds pe 23 iunie, în ciuda interferenței lui McMahon. În noaptea următoare la Raw, Reigns a fost salvat de The Undertaker dintr-un atac al lui McMahon și McIntyre. Reigns și Undertaker au făcut echipă pentru a-i învinge pe McMahon și McIntyre într-un meci de echipă No Holds Barred la Extreme Rules pe 14 iulie.
În episodul din 30 iulie din SmackDown, o persoană neidentificată a împins echipamente de iluminat pe Reigns. Săptămâna următoare, Reigns a fost din nou vizat de atacator, deoarece a fost victima unei lovituri și a fugă. După ce a exclus Samoa Joe și Buddy Murphy ca suspecți, Reigns i-a investigat apoi pe Daniel Bryan și Erick Rowan din cauza mărturiei lui Murphy și a unui videoclip aparent incriminator. Cu toate acestea, Bryan a dezvăluit atacatorul ca fiind un bărbat care seamănă doar cu Rowan. Cu toate acestea, Reigns a găsit imagini suplimentare care l-au arătat pe Rowan împingând echipamentul. Rowan a recunoscut apoi că a fost el și a recunoscut că el a fost responsabil și pentru lovire și fugă. Acest lucru i-a făcut pe Bryan și Rowan să se despartă din cauza minciunii lui Rowan, iar un meci fără descalificare între Reigns și Rowan a fost programat pentru Clash of Champions pe 15 septembrie, pe care Rowan l-a câștigat după interferența lui Luke Harper care se întoarce. meci de la a 20-a aniversare de la SmackDown și, ulterior, echipă cu Bryan pentru a-i învinge pe Rowan și Harper la Hell in a Cell pe 6 octombrie într-un meci tornado tag team pentru a pune capăt disputei. La Crown Jewel pe 31 octombrie, Reigns a făcut parte din Team Hogan (alături de Rusev, Ricochet, Shorty G și Ali), învingând Team Flair (Randy Orton, King Corbin, Bobby Lashley, Shinsuke Nakamura și Drew McIntyre).
În noiembrie, Reigns a început o ceartă cu Regele Corbin și aliații săi Dolph Ziggler și Robert Roode. Reigns a fost numit căpitan de echipă pentru SmackDown la Survivor Series pe 24 noiembrie, unde el și cei patru colegi ai săi au învins Team Raw și Team NXT într-un meci de cinci. -meci de eliminare cinci la cinci pe echipe. În timpul meciului, Corbin a făcut ca Mustafa Ali să fie eliminat. Reigns a răspuns prin sulița lui Corbin și permițându-i să fie eliminat. Acest lucru a dus la aranjarea unui meci de mese, scări și scaune pentru TLC: Tables, Ladders & Chairs pay-per-view pe 15 decembrie, pe care Reigns l-a pierdut după interferența lui Ziggler și The Revival (Dash Wilder și Scott Dawson). la Royal Rumble din 26 ianuarie 2020, Reigns l-a învins pe Corbin într-un meci de numărare a căderilor oriunde, după ce a primit asistență de la The Usos. Mai târziu în acea noapte, el a intrat în meciul Royal Rumble, dar a fost ultimul concurent eliminat de eventualul câștigător Drew McIntyre. La Super ShowDown pe 27 februarie, Reigns l-a învins pe Corbin într-un meci „steel cage” pentru a pune capăt conflictului lor.

#### Plecarea din WWE din cauza pandemiei
În noaptea următoare, la SmackDown, Reigns l-a provocat pe Goldberg pentru Campionatul Universal, ceea ce a condus la un meci între cei doi fiind organizat pentru WrestleMania 36. Cu toate acestea, pe 3 aprilie, a fost anunțat că Braun Strowman îl va înlocui pe Reigns la eveniment, după ce Reigns a renunțat. a ieșit din eveniment pe fondul îngrijorărilor legate de pandemia de COVID-19 și de faptul că este imunocompromis din cauza leucemiei sale. După WrestleMania, Reigns a continuat să rămână absent de la programarea WWE în mijlocul pandemiei, spunând lui Hindustan Times: „Pentru mine, a trebuit doar să fac o alegere pentru familia mea. Compania (WWE) a făcut tot ce a putut pentru a face. este cel mai sigur mediu de lucru posibil. Nu locul de muncă m-a preocupat neapărat. Decizia a fost luată în principal pentru că fiecare interpret călătorește atât de mult și suntem cu toții un grup atât de divers și de peste tot. Nu sunt convins și nu pot avea încredere în faptul că toată lumea ia asta la fel de în serios și se închide acasă ca mine. Am încredere în viața mea alături de colegii mei de fiecare dată când pun piciorul în ring, dar pur și simplu pot" Nu am aceeași încredere atunci când sunt implicați copiii mei, soția mea și familia mea.”

## The Bloodline(Revenirea din 2020)

### Revenire
Reigns a revenit la SummerSlam pe 23 august, atacându-i pe noul campion universal „The Fiend” Bray Wyatt și pe Braun Strowman după meciul lor pentru titlu pentru prima dată din 2014.La urmatorul Smackdown,Roman se aliaza cu Paul Heyman,devenind oficial heel. La Payback, pe 30 august, Reigns i-a învins pe campionul  The Fiend și Strowman într-un meci No Holds Barred Triple Threat pentru a câștiga Campionatul Universal pentru a doua oară.

### Rivalitatea cu Jey Uso(2020)
Reigns a început prima rivalitate cu vărul său Jey Uso. În prima sa apărare a campionatului la Clash of Champions pe 27 septembrie, Reigns și-a păstrat titlul împotriva lui Jey Uso prin knockout tehnic, după ce Reigns l-a învins cu cruzime pe Jey, iar Jimmy Uso a aruncat prosopul. După aceasta, Reigns i-a acordat lui Jey o revanșă la evenimentul Hell in a Cell, iar meciul a fost confirmat ulterior ca un meci Hell in a Cell, cu condiția suplimentară de a fi un meci „I Quit”. În mijlocul rivalității cu Jey, Reigns și-a apărat cu succes titlul împotriva lui Strowman în episodul din 16 octombrie din SmackDown. La Hell in a Cell din 25 octombrie, Reigns l-a făcut pe Jey să renunțe după ce l-a atacat pe Jimmy rănit, păstrându-și astfel titlul. În urma pierderii, lui Jey i s-a ordonat să urmeze comenzile lui Reigns și să i se adreseze „Șeful Tribalului”, transformându-l astfel în heel.

### Perioada dominantă (2020-2022)
La Survivor Series pe 22 noiembrie, Reigns l-a învins pe campionul WWE de la Raw, Drew McIntyre, într-un meci Champion vs. Champion, înainte de a începe o ceartă cu Kevin Owens, după ce Reigns a crezut că Owens nu-și respectă familia. Reigns și-a apărat cu succes titlul împotriva lui Owens într-un TLC. meci la TLC: Tables, Ladders & Chairs pe 20 decembrie, într-un meci Steel Cage în episodul din 25 decembrie din SmackDown și, respectiv, într-un meci Last Man Standing la Royal Rumble pe 31 ianuarie 2021. Reigns și-a păstrat apoi titlul împotriva lui Daniel Bryan atât la Elimination Chamber pe 21 februarie, cât și la Fastlane pe 21 martie. În acest moment, Reigns avea să se ceartă și cu Edge, care câștigase meciul Royal Rumble. În evenimentul principal al celei de-a doua nopți de la WrestleMania 37, pe 11 aprilie, Reigns i-a învins pe Bryan și Edge într-un meci cu triple amenințare pentru a păstra Campionatul Universal după asistența lui Jey. În episodul din 30 aprilie din SmackDown, Reigns l-a învins pe Bryan într-un meci între campionat și carieră, ceea ce a dus la forțat Bryan să părăsească SmackDown.
Următorul concurent al lui Reigns pentru campionat a fost Cesaro, pe care Reigns l-a învins la WrestleMania Backlash pe 16 mai. Ulterior, Reigns a inițiat o rivalitate cu Rey Mysterio, după ce Reigns l-a brutalizat pe fiul lui Mysterio, Dominik. Cei doi s-au confruntat pentru campionat într-un meci Hell in a Cell în episodul din 18 iunie din SmackDown, cu Reigns ieșind învingător. În episodul din 25 iunie din SmackDown, în timp ce aborda victoria sa asupra lui Mysterio, Reigns a fost atacat de Edge care se întoarce, ceea ce a dus la un meci pentru titlu între cei doi la Money in the Bank pe 18 iulie, unde Reigns a păstrat-o cu ajutorul lui Seth Rollins. După meci, Reigns a fost confruntat cu un John Cena care se întoarce. În săptămânile următoare, Cena l-a provocat pe Reigns pentru un meci pentru titlu la SummerSlam, iar după ce a respins inițial provocarea lui Cena, un meci a fost oficial pentru cei doi la eveniment. La evenimentul din 21 august, Reigns l-a învins pe Cena pentru a-și păstra titlul. Imediat după meci, Reigns va fi confruntat cu Brock Lesnar care se întoarce. După aceea, Reigns începe o rivalitate cu Finn Bálor, apărându-și cu succes titlul împotriva lui în septembrie. 3 din SmackDown și într-un meci Extreme Rules la Extreme Rules pe 26 septembrie cu Bálor în personajul său Demon. Pe 21 octombrie, la Crown Jewel, Reigns și-a apărat cu succes titlul împotriva lui Brock Lesnar, din nou cu ajutorul The Usos. Pe 8 noiembrie, a fost anunțat că Reigns va înfrunta Campionul WWE Big E la Survivor Series într-un meci Champion vs. Champion. 
Reigns castiga meciul.În episodul din 3 decembrie din SmackDown, Reigns și-a apărat cu succes titlul împotriva lui Sami Zayn, după ce Lesnar l-a atacat pe Zayn. În episodul din 17 decembrie din SmackDown, Reigns l-a concediat pe Heyman ca manager al său din cauza asocierii anterioare a lui Heyman cu Lesnar. Reigns era programat să-și apere titlul împotriva lui Lesnar la evenimentul Zilei 1 din 1 ianuarie 2022, dar meciul a fost anulat ca urmare a testării pozitive a lui Reigns pentru COVID-19. Pe 16 ianuarie, Reigns a depășit domnia de 503 zile a lui Lesnar pentru a deveni cel mai lung campion universal în domnie, având, la rândul său, a șasea cea mai lungă domnie de campionat mondial din istoria companiei. Pe 29 ianuarie la evenimentul Royal Rumble, Reigns a apărat campionatul împotriva lui Seth „Freakin” Rollins, pierzând meciul prin descalificare; cu toate acestea, campionatele nu pot schimba mâinile prin descalificare, astfel că Reigns și-a păstrat titlul. Mai târziu în aceeași noapte, el a intervenit în meciul din Campionatul WWE dintre Lesnar și Bobby Lashley, reunindu-se cu Heyman pentru a provoca victoria supărată pentru Lashley să recâștige campionatul. În aceeași noapte, Lesnar avea să câștige Royal Rumble și, în cele din urmă, îl va provoca pe Reigns la un meci în evenimentul principal WrestleMania 38, marcând a treia oară când Reigns l-ar înfrunta pe Lesnar în evenimentul principal WrestleMania.
În episodul din 4 februarie din SmackDown, Goldberg și-a revenit pentru a-l provoca pe Reigns la un meci la Elimination Chamber pentru titlu, un meci de doi ani, după ce meciul lor de la WrestleMania 36 a fost anulat din cauza că Reigns a luat o pauză. La evenimentul din 19 februarie, Reigns l-a învins pe Goldberg prin depunere tehnică pentru a-și păstra titlul. În a doua noapte de WrestleMania 38, pe 3 aprilie, el l-a învins pe Brock Lesnar pentru a câștiga pentru a patra oară Campionatul WWE și a devenit, de asemenea, primul superstar care a deținut atât Campionatul WWE, cât și Campionatul Universal WWE simultan și a fost recunoscut drept Campionul Universal WWE de necontestat. . S-a raportat că evenimentul principal WrestleMania a fost întrerupt din cauza că Reigns a suferit o rănire la braț. La WrestleMania Backlash pe 8 mai, Reigns și The Usos i-au învins pe RK-Bro (Randy Orton și Riddle) și McIntyre într-un meci de șase oameni pe echipe.

## Manevre de Final
- Spear
- Checkmate  (2010-2012) Fineshes off his oppenents with taking a promo in front of them

## Palmares
- WWE World Championship (3 ori)[2]
- WWE Universal Championship (2 ori, prezent)[3]
- WWE Intercontinental Championship (1 dată)[4]
- WWE United States Championship (1 dată)[5]
- WWE Tag Team Championship (1 dată) cu Seth Rollins[6]
- Al douăzeci și optulea campion Triple Crown
- Al nouălea campion Grand Slam (în formatul actual; al șaptesprezecelea în general)
- Royal Rumble 2015[7]
- WWE World Heavyweight Championship Tournament (2015)
- Slammy Award (7 ori)